# Fanny Gates
Fanny Cook Gates (née le 26 avril 1872, morte le 24 février 1931) est une physicienne américaine. Professeure de physique et administratrice universitaire dans différentes institutions américaines, elle s'est spécialisée dans l'étude des matériaux radioactifs,. Elle a été membre de la Société américaine de physique et de l'American Mathematical Society.

## Biographie
Gates obtient un baccalauréat universitaire de l'université Northwestern en 1894 et une maîtrise en 1895. En 1909, elle obtient un Ph.D de l'université de Pennsylvanie,,,,.
De 1895 à 1897, elle travaille au collège Bryn Mawr. À l'automne 1897, elle fréquente l'université de Göttingen, puis à l'École polytechnique fédérale de Zurich à l'hiver 1898. 
Gates retourne aux États-Unis en 1898 pour y travailler au Women's College of Baltimore (en). Elle y reste 13 ans et quitte en 1911 pour l'université de Chicago.